# تشوسوان الصينية

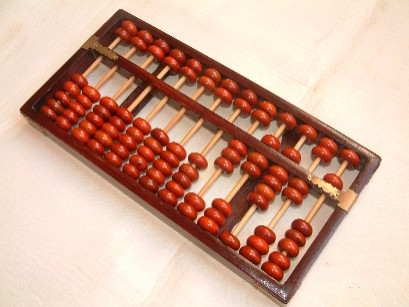
العداد الصيني

تشوسوان الصينية (بالصينية) 珠算 ( تترجم إلى حساب الخرزة) هي معرفة وممارسات الحساب الرياضياتية من خلال المعداد الصيني أو السوانبان. وفي عام 2013، تم إدراجها في القائمة التمثيلية للتراث الثقافي غير المادي للبشرية لدى اليونسكو.  أثناء اتخاذ قرار بشأن النقش، لاحظت اللجنة الحكومية الدولية أن "الشعب الصيني يعتبر تشوسوان رمز ثقافي لهويته بالإضافة إلى أداة عملية؛ تنتقل من جيل إلى جيل، وهي تقنية حسابية تتكيف مع جوانب متعددة من الحياة اليومية.، وتخدم وظائف اجتماعية وثقافية متعددة الأشكال وتقدم للعالم نظامًا معرفيًا بديلاً."  كانت حركة إدراج معداد تشوسوان الصينية في القائمة بقيادة جمعية العداد والحساب الذهني الصينية.
كان تشوسوان عبارة عن عداد تم اختراعه في الصين في نهاية القرن الثاني ووصل إلى ذروته خلال الفترة من القرن الثالث عشر إلى القرن السادس عشر.

### الاستخدامات
في القرن الثالث عشر، استخدمها غوا شوجينغ (郭守敬) لحساب طول كل سنة مدارية ووجد أنها 365.2425 يوم. في القرن السادس عشر قام Zhu Zaiyu (朱載堉) بحساب المزاج الموسيقي المتساوي ذو الاثني عشر فاصل باستخدامها. ومرة أخرى في القرن السادس عشر، كتب وانغ وينسو [الإنجليزية] (王文素) وتشينغ داوي (程大位) على التوالي مبادئ الخوارزميات والقواعد العامة للحساب، حيث لخصا وصقلا الخوارزميات الرياضية لجوسوان، مما أدى إلى زيادة شعبية وترويج جوسوان. في نهاية القرن السادس عشر، تم تقديمها إلى البلدان والمناطق المحاذية. 

## في الثقافة الصينية
تشوسوان جزء مهم من الثقافة الصينية التقليدية. فلها تأثير بعيد المدى على مختلف مجالات المجتمع الصيني، مثل العادات الشعبية الصينية واللغة والأدب والنحت والهندسة المعمارية وغيرها، مما خلق ظاهرة ثقافية مرتبطة بها.
وفي بعض الأماكن في الصين، هناك عادة قراءة طالع الأطفال من خلال وضع مختلف الضروريات اليومية أمامهم في عيد ميلادهم الأول والسماح لهم باختيار واحدة منها للتنبؤ بحياتهم المستقبلية. ومن بين العناصر تشوسوان الذي يرمز إلى الحكمة والثروة. 

## الروابط الخارجية
- فيديو اليونسكو عن تشوسوان الصينية على موقع يوتيوب (نُشر في 4 ديسمبر 2013): Zhusuan